# Cycloloma atriplicifolium
Cycloloma atriplicifolium är en amarantväxtart som först beskrevs av Spreng., och fick sitt nu gällande namn av Thomas Coulter. Cycloloma atriplicifolium ingår i släktet Cycloloma, och familjen amarantväxter. Inga underarter finns listade i Catalogue of Life.

## Bildgalleri

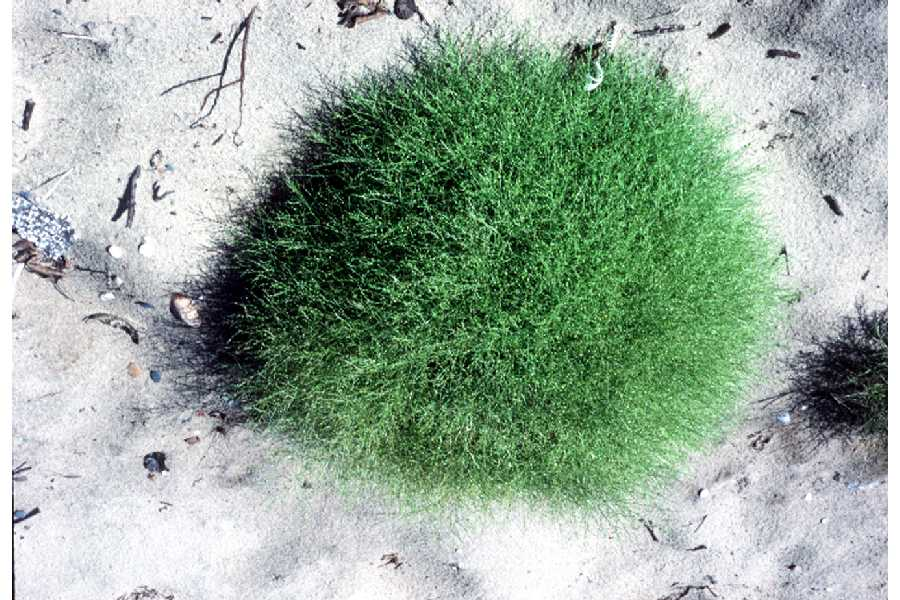